# Carsten Krumm
Carsten Krumm (* 1969) ist ein deutscher Jurist und seit 2016 Richter am Amtsgericht Dortmund.

## Leben und Wirken
Krumm studierte von 1990 bis 1995 Rechtswissenschaft an der Ruhr-Universität-Bochum und war von 1995 bis 1997 Rechtsreferendar im Landgerichtsbezirk Bochum. Anschließend war er im Jahr 1997 vorübergehend als Rechtsanwalt im nördlichen Ruhrgebiet tätig.
Ab 1998 war er Richter an verschiedenen Amts- und Landgerichten in Nordrhein-Westfalen – am LG Dortmund, AG Gelsenkirchen, AG Dülmen und LG Münster. Im Jahr 1999 wirkte er zwischenzeitlich als Staatsanwalt bei der Staatsanwaltschaft Dortmund im Laufbahnwechsel. Von 2002 bis 2011 war er Richter am Amtsgericht Lüdinghausen, im Jahr 2011 abgeordnet an das Oberlandesgericht Hamm und im Anschluss daran von 2012 bis 2016 wieder Richter am Amtsgericht Lüdinghausen. Seit September 2016 ist er Richter am Amtsgericht Dortmund.
Seit 2008 hält er außerdem juristische Vorträge, z. B. bei der Rechtsanwaltskammer Hamm, bei der Justizakademie NRW, beim Landesamt für Ausbildung sowie bei der Polizei Nordrhein-Westfalen.
Krumm veröffentlicht seit 2004 u. a. in den juristischen Fachzeitschriften NJW, ZRP, DAR, NZV, ZfS, VRR, NJ, FamRZ und NZFam – insbesondere auf dem Gebiet des Straf- und Ordnungswidrigkeitenrechts, dort vorwiegend im verkehrsrechtlichen Bereich. Er ist Mitherausgeber der Zeitschrift Straßenverkehrsrecht (SVR).
Von 2008 bis September 2024 war Krumm Autor im Bereich Verkehrsrecht für den seitdem eingestellten Beck-Blog des Verlags C.H. Beck.

## Veröffentlichungen (Auswahl)
- als Mitautor in: Wolfgang Ferner (Hrsg.): Straßenverkehrsrecht, 2. Auflage, Nomos-Verlag, 2006, ISBN 978-3-8329-1281-9
- mit Sven Kuhnert, Carsten Staub, Klaus Weber: Straßenverkehrssachen, 2. Auflage, Verlag C.H. Beck, 2016, ISBN 978-3-406-67829-5

- Ratgeber „Führerschein weg – was nun?“, 2. Auflage, Beck-Rechtsberater, 2010, ISBN 978-3-423-50698-4
- mit Volker Lempp, Sebastian Trautmann: Das neue Geldsanktionengesetz (EuGeldG), Handkommentar, Nomos-Verlag, 2010, ISBN 978-3-8329-5697-4
- Verkehrsordnungswidrigkeiten Geschwindigkeits- und Abstandsmessungen, Nomos-Verlag, 2012, ISBN 978-3-8329-7209-7

- Fahrverbot in Bußgeldsachen, 5. Auflage, Nomos-Verlag, 2022, ISBN 978-3-8487-3410-8
- mit Klaus-Ludwig Haus, Matthias Quarch (Hrsg.): Gesamtes Verkehrsrecht, Handkommentar, 3. Auflage, Nomos-Verlag, 2021, ISBN 978-3-8487-3408-5
- mit Peter Hentschel: Fahrerlaubnis – Alkohol – Drogen im Straf- und Ordnungswidrigkeitenrecht, 8. Auflage, Nomos Verlag, 2023, ISBN 978-3-8487-4886-0
- mit Felix Koehl, Volker Lempp: Punktsystem und Bußgeldkatalog, Handkommentar, 2. Auflage, Nomos-Verlag, 2018, ISBN 978-3-8487-4164-9
- mit Benjamin Krenberger: OWiG, Kommentar zum Ordnungswidrigkeitengesetz, 8. Auflage, Verlag C.H.Beck, 2024, ISBN 978-3-406-81159-3
- als Mitautor in Hans-Jochem Mayer, Ludwig Kroiß (Hrsg.): Rechtsanwaltsvergütungsgesetz, 8. Auflage, Nomos-Verlag, 2021 ISBN 978-3-8487-3957-8
- mit Klaus Himmelreich, Carsten Staub, Michael Nissen: Verkehrsunfallflucht, 7. Auflage, Verlag C.F. Müller, 2019, ISBN 978-3-8114-4616-8
- mit Uwe Freyschmidt: Verteidigung in Straßenverkehrssachen, 12. Auflage, Verlag  C.F. Müller, 2024 ISBN 978-3-8114-8961-5
- mit Stefan Bachmor, Felix Koehl: Verfahrens- und Prozesstaktik im Straßenverkehrsrecht, Nomos Verlag, 2019, ISBN 978-3-8487-5421-2
- mit Marco Ostmeyer: Betäubungsmittelstrafrecht, 4. Auflage, Nomos Verlag, 2024, ISBN 978-3-7560-0907-7
- Einführung in: Gesetz über Ordnungswidrigkeiten, Beck-Texte im dtv; 5022, 29. Aufl. 2025, ISBN 978-3-406-83021-1
- Kommentierung der verkehrsrechtlichen StGB-Normen in: Leipold / Tsambikakis / Zöller (Hrsg.), AnwaltKommentar StGB (Heidelberger Kommentar), 3. Auflage, C.F. Müller, 2020, ISBN 978-3-8114-0643-8
- Leitsatzalphabet Fahrverbot, 1. Auflage, Nomos Verlag, 2021, ISBN 978-3-8487-7190-5
- mit Felix Koehl, Julia Hiltrop: Punktsystem und Bußgeldkatalog, Handkommentar, 3. Auflage, Nomos-Verlag, 2022, ISBN 978-3-8487-7375-6
- mit Jaklin: Grenzüberschreitende Geldsanktionen, 2. Auflage, Nomos Verlag, 2023, ISBN 978-3-8487-8260-4
- Bußgeld, Punkte, Fahrverbot, Ratgeber, 4. Auflage, Verlag C.H.Beck, 2019, ISBN 978-3-406-73934-7
- mit Bülte: Ordnungswidrigkeitenrecht, Lehrbuch, 7. Auflage, Verlag C.H.Beck, 2024, ISBN 978-3-406-81325-2